# Mandschia
Die Mandschias (frz. Mandjias, Mandjas oder Manjas genannt) sind ein Volk der Zentralafrikanischen Republik, wo die 274.000 Mandschias als drittgrößtes Volk 13 % der Bevölkerung ausmachen.
Einige Tausend Mandschias, insgesamt 8300, leben auch im zentralafrikanischen Kamerun.
Sie sprechen die Niger-Kongo-Sprache Manza. In politisch wichtigen Zeiten (vor allem bei Kriegen und Auseinandersetzungen) können durch verschiedene regionale Chefs die Anführer der Volksgruppe gewählt werden. 
In Zentralafrika stärker vertreten, werden sie oft mit den Gbaya in Verbindung gebracht.
Der ehemalige Premierminister der Zentralafrikanischen Republik Élie Doté ist ein Mandschia.